# 달리는 라디오 (대구)
차정훈, 김영아의 달리는 라디오는 TBN 대구교통방송(대구 FM 103.9, 김천 FM 95.9MHz)에서 평일 저녁 6시 5분부터 7시 55분까지 방송되는 대구·경북권 지역의 퇴근길 라디오 교양, 오락, 음악 프로그램이다.

## 프로그램 소개
- 신나는 퇴근길~ 차정훈, 김영아의 달리는 라디오와 함께 하세요 :) 여러분의 퇴근길을 책임집니다~!!

## 코너소개

### 매일 코너
- 품격운전 프로젝트 - "운전은 당신의 인격입니다" 운전의 품격을 높일 수 있는 다양한 방법들을 실천해봅니다!
- (요일퀴즈) 꽁생원과 삼월이 - 답답한 꽁생원과 영리한 객식구 삼월이의 좌충우돌 생활기!
- 달라! 교통포커스 - CCTV.통신원.청취자 제보까지 총동원! 퇴근길 교통상황 집중점검~
- (꽁트) 달라아파트 관리사무소.. - 부녀회장과 관리소장의 세상만사 참견하기!

## 요일 코너

### 월요일
- 정윤화의 달달한 라떼는~ : 라떼는 말이야~ 그 때 그시절 추억의 이야기 나눠봐요~

### 화요일
- 화요일엔 신상털기 : 신건 기자의 교통 상식 샅샅이 털기!
- 교통 줌인 : 교통 안전의 A to Z를 알아봅니다 (한국도로교통공단 대구광역시지부 협업)
- 화목퀴즈 : 화요일에 찾아오는 인물 퀴즈!

### 수요일
- 집밥 두 선생! 냉장고를 열어라! : 차셰프, 김셰프가 만드는 요리가 과연 뭘까요?

### 목요일
- 아.동.즈 : 아이들이 읽어주는 동화들... 그리고 그 너머의 미션!
- 화목퀴즈 : 목요일에 찾아오는 장소 퀴즈!

### 금요일
- 미래에서 온 퀴즈~ 누구냐 넌! : 오늘 문자 가운데 하나! 무작위로 선택된 당신! 신분을 밝혀라~!!